# 約馬拉

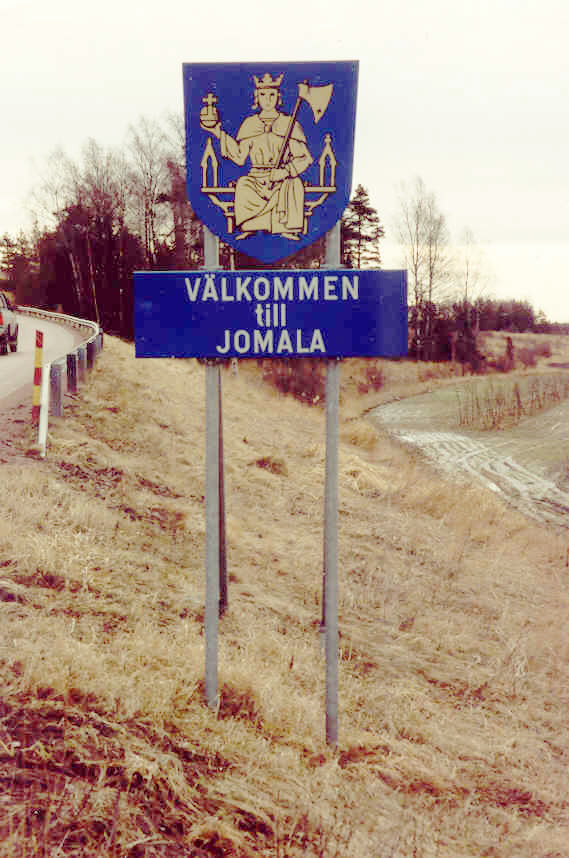

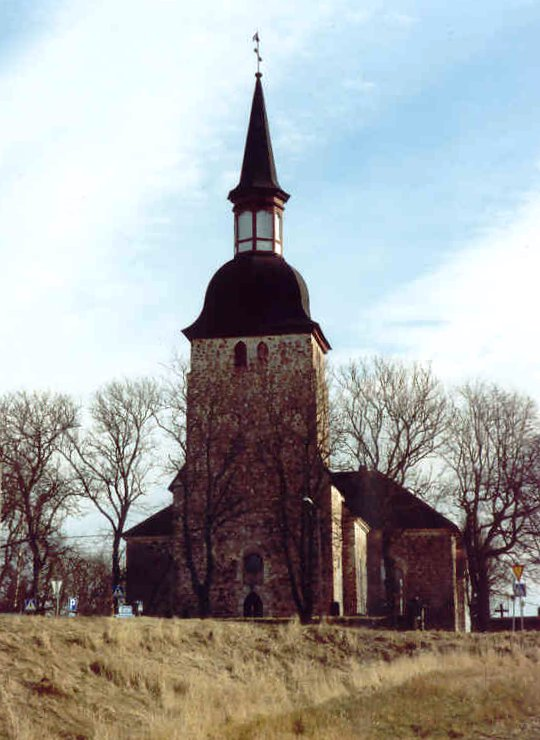

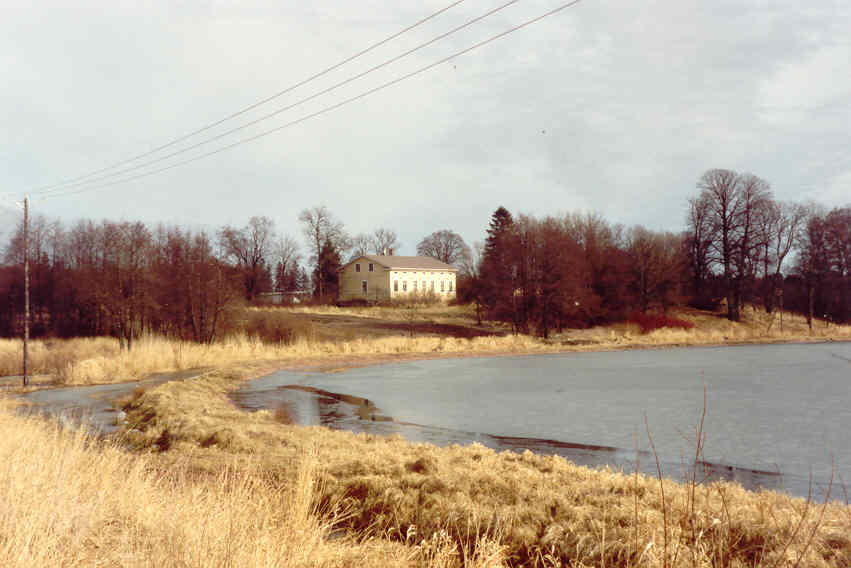

約馬拉是芬蘭的城鎮，由奧蘭群島負責管轄，面積687平方公里，該城鎮自公元前2500至2000年有人類居住，2012年人口4,354，人口密度為每平方公里30.5人。

## 外部連結
- Municipality of Jomala – Official website
- Map of Jomala municipality